# Cocina maya antigua
La gastronomía maya antigua era diversa y extensa. Se empleaban muchos tipos diferentes de recursos, incluyendo ingredientes marítimos, flora y fauna, y la comida se obtenía o producía a través de estrategias como la caza, el forrajeo y la producción agrícola a gran escala. La domesticación de plantas se concentraba en distintos alimentos básicos, de los cuales el más importante era el maíz.
Gran parte del suministro de alimento de los antiguos mayas crecía en campos agrícolas y jardines forestales, conocidos como pet kot. El sistema toma su nombre de las piedras pet (pet significa "circular" y kot "pared de piedras sueltas") que rodeaban característicamente los jardines.

Los antiguos mayas adoptaron un número de técnicas adaptativas que, en caso de ser necesario, permitían talar los árboles y volver a infundir el suelo con nutrientes. Entre estos estaba la tala y quema o agricultura de roza y tala, una técnica que despejaba y fertilizaba temporalmente el área. Por ejemplo, la introducción de la ceniza al suelo eleva el pH del mismo. Esto a su vez aumenta temporalmente el contenido de distintos nutrientes, especialmente fósforo. 

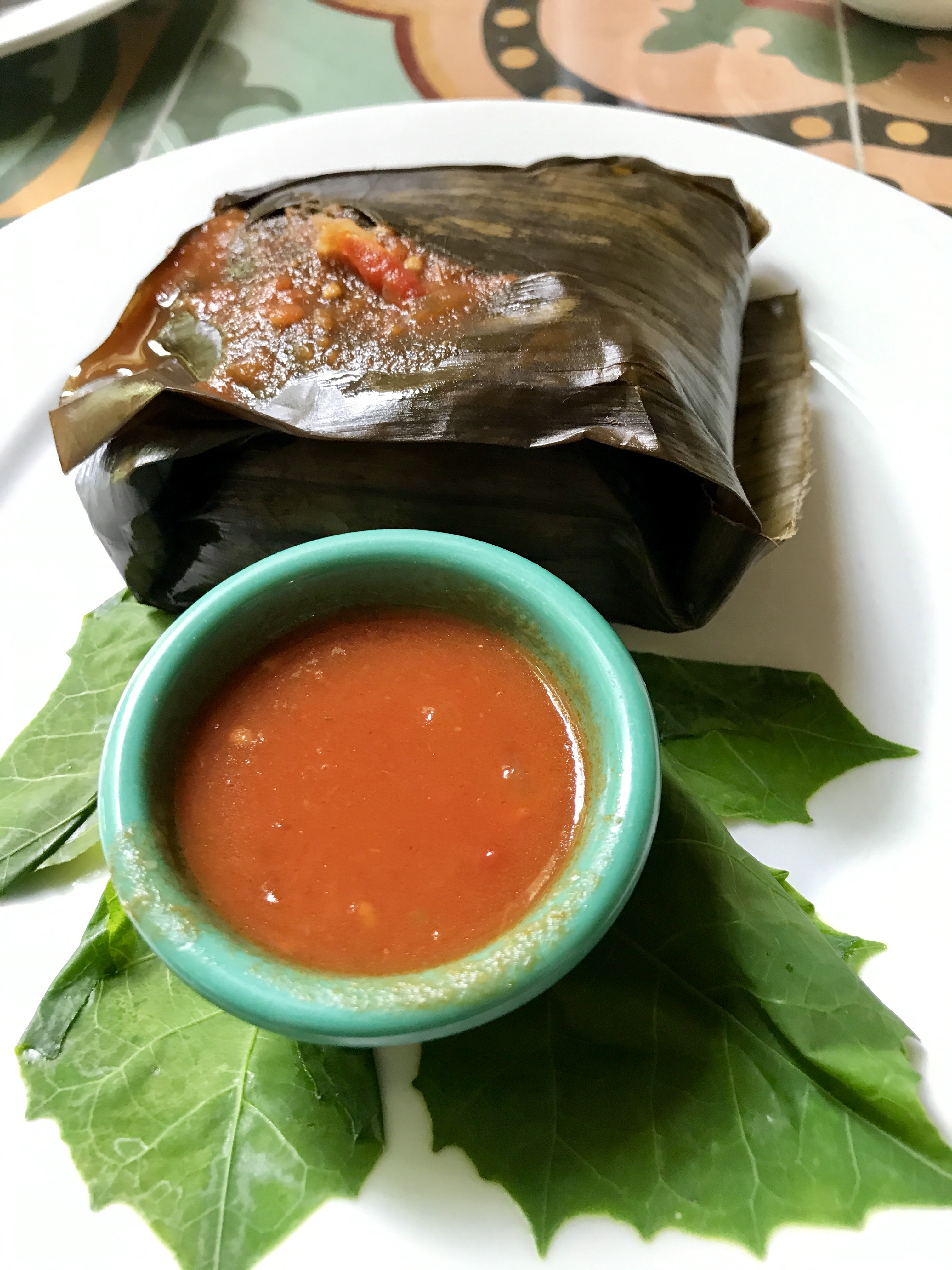
Tamal colado—platillo típico maya, masa de maíz mezclada con pavo y vegetales, envueltos y horneados en una hoja de plátano.

El efecto dura aproximadamente dos años. Sin embargo, la tierra no es apropiada para la siembra hasta dentro de diez años. Esta técnica, común en el territorio maya, todavía se practica en la región hoy en día. Para complementar las técnicas de roza y tala estaban la rotación de cultivo y la agricultura, las cuales se empleaban para mantener la viabilidad de la tierra y aumentar la variedad de cultivos.
El análisis de isótopos estables se utilizó para entender cómo y en qué cantidades los antiguos mayas basaban su dieta. Este método permite extraer químicamente los isótopos estables de carbono y nitrógeno de animales y restos óseos humanos. Estos elementos se pasan entonces a través de un espectrómetro de masas y los valores muestran el enriquecimiento del maíz y la cantidad de recursos acuáticos en la dieta de un individuo.
En la actualidad, los pueblos mayas modernos siguen utilizando muchas comidas y técnicas de producción alimentaria implementadas por la antigua civilización maya y muchos se han difundido más allá de la región maya.

## Evidencia etnohistórica  y paleoetnobotánica de cultivo de alimentos básicos

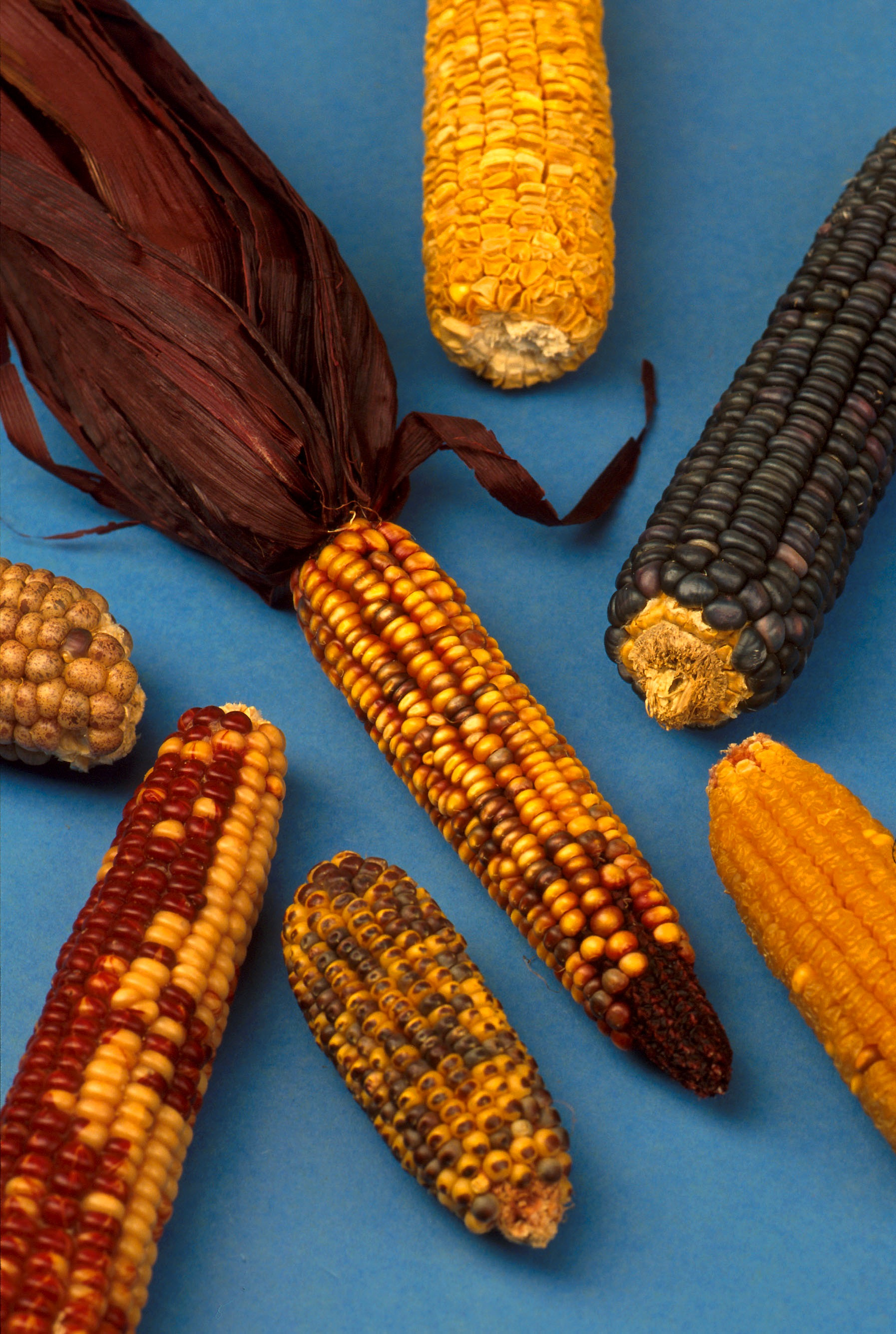
Variedades de maíz

Los estudios paleoetnobotánicos consisten en el examen de los residuos micro y macro vegetales encontrados dentro de unidades delimitadas de tierra tomada de un contexto arqueológico. Los residuos macro se separan de la tierra a través de un proceso de flotación, mientras que los residuos micro se extraen químicamente de las muestras de flotación.
Los restos arqueológicos de plantas más antiguos dentro de la región maya son de Cuello, Belice, y sitios de antes del periodo Preclásico. La mayoría de restos vegetales son del Preclásico y Postclásico, y permiten a los investigadores discutir sobre los patrones de subsistencia que giran en torno a las plantas domesticadas y salvajes o parcialmente cultivadas.
La información sobre el periodo Clásico, el periodo más estudiado para la civilización maya, proviene de los sitios Cobá, Dzibanché, Cerén, Dos Pilas, Wild Cane Cay, Copán, Tikal y Río Azul. Este grupo de sitios también permite visualizar diferencias regionales basadas en el entorno y el acceso a recursos locales, como la vida acuática y marina.
La dieta de los antiguos mayas se centraba en cuatro cultivos principales (alimentos básicos): maíz, cucurbita, legumbres (normalmente Phaseolus vulgaris) y chile. Las tres primeras variedades son comúnmente conocidas en Norteamérica como las "tres hermanas" y, cuando se incorporan a una dieta, se complementan entre sí para proporcionar los nutrientes necesarios. De entre las tres, el maíz era el componente central de la dieta de los antiguos mayas y ocupaba un lugar destacado en la ideología y mitología maya. La evidencia arqueológica sugiere que el Chapalote-Nal-Tel era la especie dominante; sin embargo, parece que también se explotaron otras especies.
El maíz se utilizaba y se comía de distintas maneras, pero era siempre nixtamalizado. La nixtamalización (término derivado de la palabra para proceso en náhuatl) es un procedimiento en el que se remoja el maíz y se  cocina en una solución alcalina. Esto libera niacina, una vitamina B necesaria (vitamina B3) que previene la pelagra y reduce incidentes por deficiencia de proteína.
Una vez nixtamalizado, el maíz era normalmente molido en un metate y preparado de diversas maneras. Las tortillas, que se calentaban en un comal y se utilizaban para envolver otras comidas (carne, frijoles, etc.), eran comunes y son quizás la comida mesoamericana precolombina mejor conocida. Los tamales constan de una masa de maíz, a menudo con relleno, que se envuelve en una cáscara de maíz y que se cuece al vapor. 
Tanto el atole como el pozole eran platillos a base de agua parecidos a las gachas que se preparaban mezclando maíz molido (pelado) con agua. El atole era más denso y se utilizaba como bebida, mientras que el pozole tenía granos grandes enteros de maíz incorporados a un caldo de pavo. Aunque estos platos podrían ser consumidos sin nada más, se añadían otros ingredientes para diversificar el sabor, incluyendo chiles, cacao, cebollas salvajes y sal.
Junto con el maíz y las frijoles, tanto domésticos como salvajes, se empleó la calabaza, hecho que es evidente a partir de los restos encontrados en Joya de Cerén, El Salvador.
Un punto de vista alternativo es que la manihot esculenta era el alimento básico de fácil crecimiento de los antiguos mayas y que el maíz era venerado porque era más difícil hacerlo crecer. Este planteamiento estuvo basado en la incapacidad del maíz de cubrir las necesidades nutricionales de las áreas mayas densamente pobladas. La manihot pudo cubrir aquellas necesidades. Hay poca evidencia para este planteamiento, ya que la manihot tuberosa raramente sobrevive en el registro arqueológico; no obstante, recientes descubrimientos en ceniza volcánica en Joya de Cerén, sitio al sur del territorio maya en El Salvador, podrían servir como evidencia .

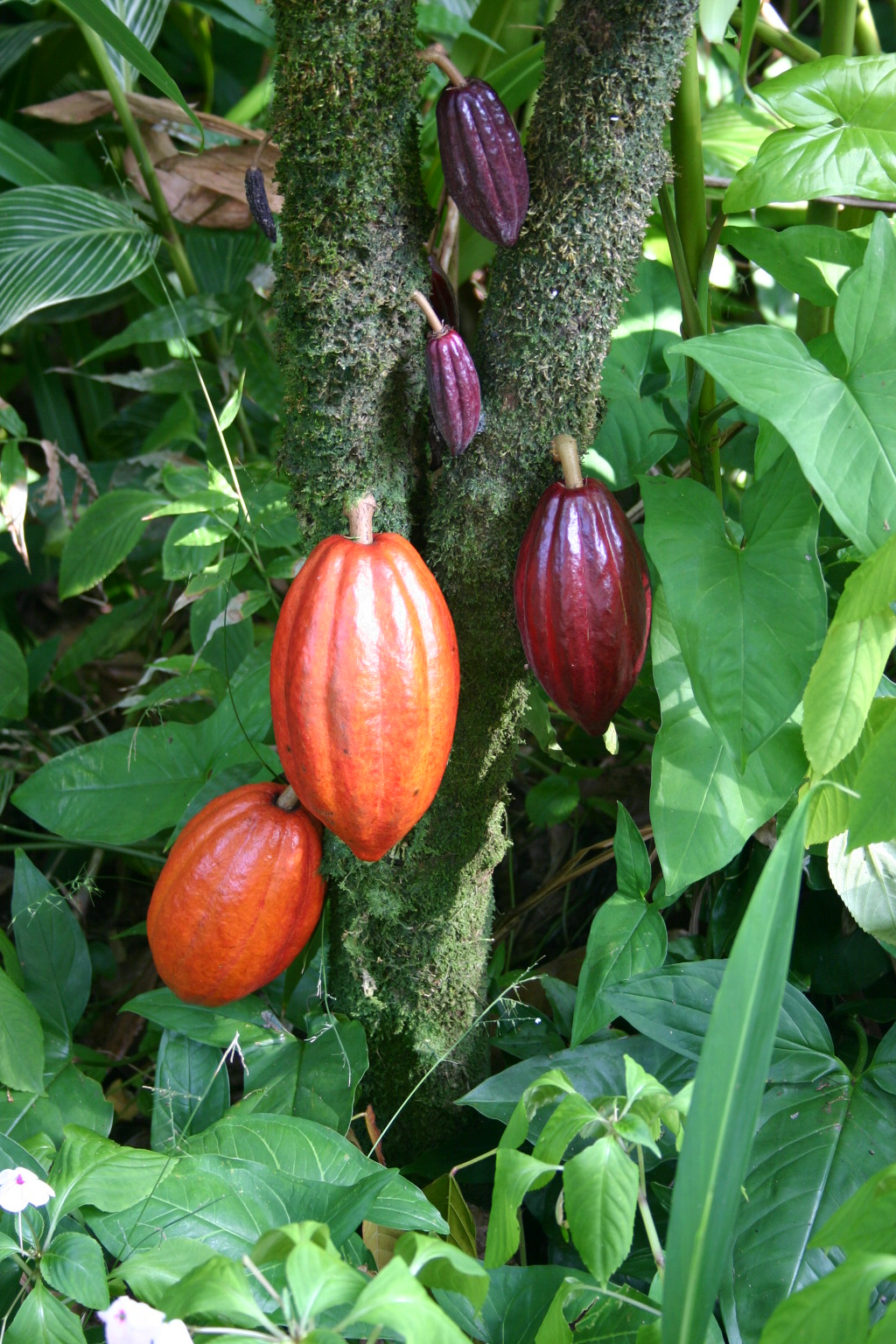
Theobroma cacao

Se cultivaron varios tipos diferentes de frijoles, incluyendo pinto, rojo y negro. 
Los antiguos mayas también cultivaron árboles para acceder a los alimentos que crecían en estos, como tomate, chile, aguacate, nogal maya, guayaba, guanábana, mamey, papaya, piña, calabaza, camote, y Xanthosoma. La chaya se cultivó para obtener sus hojas verdes. El chayote se cultivó para obtener su fruta y sus brotes verdes tiernos se utilizaron como vegetal. 
Varias hierbas se cultivaron y utilizaron, incluyendo la vainilla, el epazote, el achiote (y la semilla de achiote), la canella, hoja santa (Piper auritum), hojas de aguacate, ajo sacha, orégano mexicano, y pimienta.
Aunque los residuos paleoetnobotánicos han demostrado que todos los grupos mayas utilizaron estos cultivos de alguna forma, es claro que las estrategias de subsistencia que emplearon fueron diferentes. Por ejemplo, algunos campos se plantaban lejos de las viviendas mientras que otros eran adyacentes a las casas. 
Las técnicas de cultivo incluyen aterrazamiento, terrenos elevados, represas, drenado de campos, huertos, jardines forestales y otras formas de riego.
También se ha investigado a otros cultivos como parte de la dieta de los antiguos mayas. Se piensa que los chiles, la manihot, el algodón y el agave se cultivaban en jardines cercanos a la casa.

## Evidencia etnohistórica y zooarqueológica del empleo de carne
Se cree que la caza proveyó a los antiguos mayas como fuente principal de carne, aunque varios animales, como el perro pek pek y el pavo ulum ulum, pudieron haberse domesticado. Se cazaban animales para obtener su carne así como para otros propósitos; algunos de ellos eran el ciervo, el manatí, el armadillo, el tapir, el jabalí, el mono, el cuyo y otros tipos de aves, tortugas e iguanas. La mayoría de la carne provenía del ciervo de cola blanca, lo cual es evidente a partir de los restos animales encontrados en concheros. La dieta de los antiguos mayas también se complementaba con la explotación, al menos en áreas costeras, de recursos marítimos, como el pez, la langosta, el camarón, la caracola y otros mariscos.
La evidencia zooarqueológica de los sitios de Lamanai y Tipu ha proporcionado información considerable sobre los tipos de animales que se explotaron. La evidencia zooarqueológica (5,737 restos de Lamanai y 24,590 restos de Tipu) se recolectó de concheros, estructuras cercanas y del centro ceremonial del sitio.
Mientras que el ciervo de cola blanca fue el animal más explotado en los sitios a lo largo del tiempo, a la larga hubo cambios de mamíferos grandes a mamíferos pequeños, especies de aves como pavo y recursos acuáticos como peces, tortugas, y moluscos.
Aunque pueda parecer improbable que los recursos acuáticos fueran explotados en sitios interiores, el sitio de Caracol, localizado en las Montañas mayas de Belice, proporciona evidencia de recursos marinos que se trajeron al sitio y se transportaron mientras todavía estaban vivos. Hay evidencia arqueológica que  apoya esto, pues en Caracol se encontró un conjunto de diversos recursos marinos de contextos ceremoniales y de subsistencia. Los candidatos más probables para este tipo de transporte en vida desde el océano hasta las montañas pasando por el río serían las mantarrayas, los cardúmenes de peces, el bagre y los peces loro.

## Análisis de isótopos estables en la dieta de los antiguos mayas
El análisis de isótopos estables del carbono y del nitrógeno tomados de restos óseos humanos se ha llevado a cabo en múltiples sitios arqueológicos mayas de las regiones bajas de Belice, el Petén, la península de Yucatán y las tierras altas de Guatemala. Las primeras aplicaciones de esta práctica se llevaron a cabo en los restos encontrados en el Valle del Tehuacán y sugirieron que el maíz ya era un cultivo que formaba parte de la dieta en 4500 AP.  Aun así, el volumen de información está representado por más de 600 individuos que datan del periodo Preclásico al Postclásico y confirman que aquellas adaptaciones de subsistencia existieron y fueron causadas por la cronología, los factores geográficos y medioambientales y las presiones culturales.
En las regiones bajas mayas de Belice se analizó información de carbono y  nitrógeno de colágeno de diez sitios. Los valores promedio de colágeno C13  son -12.6 ± 1.2 por mil, lo que indica que fuentes de C4 estaban en el 50% de la dieta de los antiguos mayas. Estos valores promedio cambian muy ligeramente en el periodo Clásico temprano, tardío y terminal, con medias de -11.3 ± -2.3 por mil. En la región del Petén, los valores preclásicos para colágeno C13 son en promedio -10.2 ± -1.2 por mil, lo que indica que fuentes de C4 estaban en el 70% de la dieta de los antiguos mayas de esta región. Estas diferencias en la región se pueden atribuir a un mayor acceso a recursos marinos y acuáticos en Belice. Como se mencionó anteriormente, hay evidencia de que los animales marinos eran traídos vivos a sitios internos mediante la vías de navegación en ríos. Las áreas del Petén y el Yucatán pueden haber estado demasiado lejos de las regiones costeras para haber utilizado este método.
La dieta variaba mucho por sitio y región. Por ejemplo, en Pacbitun se encontró que los varones de élite que se encontraban en el centro ceremonial utilizaron abundantemente. Esto va contra la creencia de que el maíz era la comida más común y la idea de que las élites tuvieron mayor acceso a una gran variedad de recursos. Además, este dato contradice lo encontrado sobre las dietas de los individuos de élite en otros sitios como Copán y Lamaní. 
En general, el maíz desempeñó un papel importante en la dieta del sitio, pero el acceso a él variaba por edad, sexo y estatus social. Los varones adultos consumieron más que las mujeres y niños, y esta diferencia probablemente fue causada por el estatus social. Además, el consumo de maíz varió a través del tiempo. Durante los periodos florecientes del Clásico temprano y tardío, el maíz constituyó aproximadamente el 72-77% de la dieta de los individuos que vivían en Pacbitun. Esto cayó 10% en el Clásico terminal, cuando la población dependía menos del maíz. Esto pudo ser causado por una dieta más diversa debido al comercio o el aumento del consumo de otras comidas locales. Otra posibilidad es que los intentos de producir suficiente maíz para proveer a la creciente población fallaron.

## Cocina antigua maya presente en la cocina moderna
Los orígenes de la cocina maya pueden determinarse a partir de evidencia arqueológica que data desde el año 1500 a. C. y se extiende hasta el siglo XVI d. C. Con el maíz como una fuente alimentaria significativa y sostenible, los mayas expandieron su paladar y empezaron a cultivar e incorporar muchos otros alimentos a su dieta. La evolución de la cultura alimentaria maya permitió experimentar con cultivos nuevos y el desarrollo de una cocina maya nueva. A su vez, estos cultivos, se establecieron en las prácticas alimentarias modernas de los pueblos mayas y muchos otros pueblos de América. 
En el siglo XXI, muchas comidas que provienen de técnicas mayas antiguas, como el chocolate, el aguacate/guacamole, las tortillas y los tamales, se han extendido más allá de la región maya.

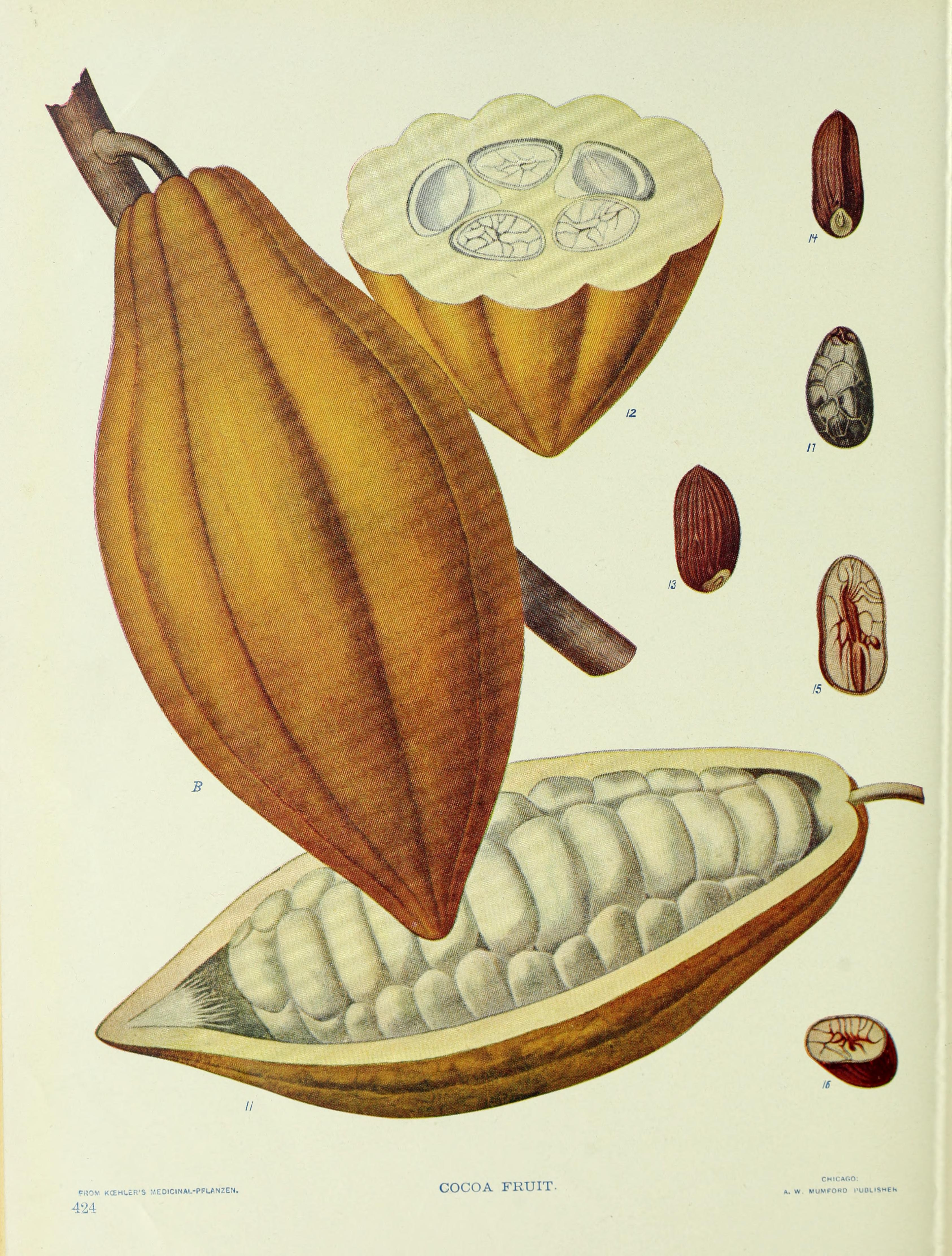
Semilla de cacao usada para preparar chocolate caliente.

Chocolate: El árbol de cacao es nativo del territorio maya y se cree que los mayas fueron las primeras personas en cultivar la planta de cacao para uso alimentario. Para los antiguos mayas, el cacao era un regalo sagrado de los dioses. La planta de cacao, theobroma, literalmente se traduce como "la comida de los dioses". 
Las semillas de cacao se utilizaron históricamente como sacrificio ceremonial a los dioses mayas. Las personas de todas las clases sociales de los pueblos mayas antiguos disfrutaban del cacao debido a sus estimulantes poderes afrodisíacos. Las parejas mayas bebían chocolate durante ceremonias de matrimonio y compromiso.
Las semillas de cacao también se molían y se mezclaban con chiles, harina de maíz y miel para crear una bebida llamada xocolatl (una palabra náhuatl ), la cual solo podían beber los ricos y nobles. Esta bebida maya antigua de chocolate era muy diferente del chocolate caliente actual; pudo haberse servido sin endulzar y con una textura espumosa.
Aguacate/Guacamole: Originarios de Guatemala y México del sur, los aguacates se volvieron un cultivo de la cocina maya. El árbol de aguacate crece en climas subtropicales que existieron durante la civilización maya. Los aguacates son un producto versátil que está incorporado en la cocina moderna. Tienen una textura suave, rica y mantecosa, lo cual les ha  convertido en un aperitivo popular.
Tortillas de maíz: El maíz desempeña una función central en la cultura y mitología mayas. Está dicho en el Popul Vuh que los primeros humanos fueron creados de una espiga de maíz. La historia de la creación maya contiende que las personas eran fundamentalmente hechas de masa de maíz. 
Las tortillas, empapadas por la cualidad divina del maíz, ofrecían incontables oportunidades para la creación alimentaria y permitieron a las personas de todos los niveles económicos comer libremente. Las tortillas de los antiguos mayas difieren de su contraparte moderna. Los antiguos mayas producían una pequeña bola de masa de tres a cuatro pulgadas, que era más gruesa que la versión actual, con el fin de proporcionar una base resistente para el platillo a servir. Estos platillos a menudo incluían carne y aguacate o podía ser un plato de acompañamiento para un estofado en una reunión ritualista. 
Hoy en día, las tortillas son más delgadas y a menudo de mayor diámetro que las tortillas de los antiguos mayas. La presencia de tortillas sirve como base para muchos platillos diferentes, incluyendo tacos, burritos, quesadillas, papas, sopas e incluso crepas.

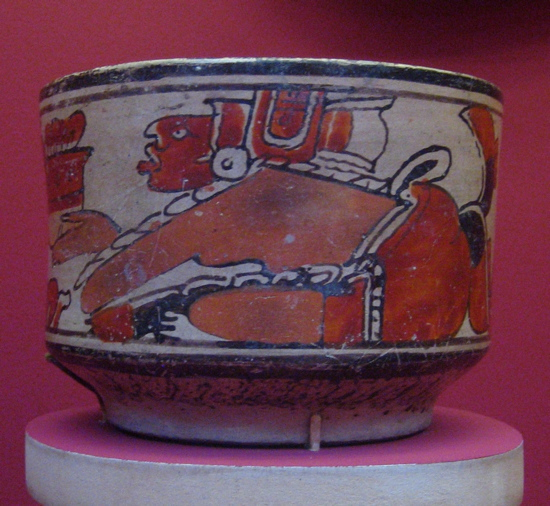
Civil maya con tamales como ofrendas para los dioses.

Tamales: preparados de masa de maíz y una mezcla de carne y vegetales, los tamales han sido históricamente una de las comidas más convenientes del mundo debido a su facilidad de transporte. Como muchos platos populares en la cultura antigua maya, el tamal incluyó el uso de cáscaras de maíz para fermentar y realzar el proceso de cocción. Después de este proceso de cocina, el tamal se desenvolvería y se bañaría con salsa, y podría comerse sobre la marcha. 
A menudo, los tamales se servían en celebraciones mayas. Las mujeres mayas también vendían tamales recién hechos, a menudo a cambio de semillas de cacao. La evidencia antigua de los tamales es prominente en muchos artefactos y pinturas mayas. El tamal moderno se disfruta prácticamente de la misma manera que en la cocina maya antigua.
Píib: El píib es un horno construido bajo tierra utilizado para la preparación de muchos platos tradicionales en la cocina maya. Si bien su uso no se encuentra registrado en ningún códice, de los ingredientes vegetales de las recetas que en él se preparan, así como algunos materiales para su construcción, 82% son autóctonos y se cultivan a través de métodos agrícolas que datan aproximadamente del 3400 - 3000 a. C., por lo que es posible que esta tecnología date de un periodo similar.
Por otra parte, la inexistencia de un método similar de cocción en España y la evidencia arqueológica de hornos similares presentes en otras culturas mesoamericanas fortalecen la teoría de que se trata de una tradición maya autóctona.
El sustantivo puede utilizarse como adjetivo para denominar platillos cocinados de esta forma, como en el caso de píibi’k’éek’en, palabra que se refiere a lo que conocemos en español como “cochinita pibil”. De esta manera, lo que hoy en día conocemos como “pibil” hace referencia a esta forma de preparación de alimentos.
El relleno negro, algunos tipos de tamales, la cochinita pibil y el pibipollo o mukbil pollo son algunos de los platillos que se preparan en el píib. Los tiempos de cocción varían mucho, y pueden ir de pocas horas hasta 16, en el caso de algunas recetas de cochinita pibil.